# 試播集 (絕命毒師)
〈試播集〉（英語：Pilot）是美國電視劇《絕命毒師》第一季的第一集。由該劇的主創兼節目統籌文斯·吉利根自編自導，故事主要描述原本普通的高中化學老師華特·懷特（布萊恩·克萊斯頓飾演）在得知自己因罹癌後，決定聯手他以前的學生傑西·平克曼（亞倫·保羅飾演）一起製作並經營冰毒生意，但也因此引來了麻煩。
該集2008年1月20日在AMC首播，但由於2007年至2008年國家美式足球聯盟季後賽的緣故而使首播當晚僅141萬名觀眾收看；但該集在影評界則獲得了普遍好評，大多稱讚主演布萊恩·克萊斯頓的演技和吉利根的劇本，而克萊斯頓也為此在第60屆黃金時段艾美獎上憑該集贏得了劇情類最佳男主角。

## 劇情
華特·懷特是一名高中化學老師，他與還有身孕的妻子史凱勒·懷特和患有腦性麻痺的十多歲兒子小華特（Walter Jr.）住在新墨西哥州阿布奎基。領取低廉教學工資的華特還在當地的一間洗車場工作，但在那卻被兩名自己的學生羞辱。在他的50歲生日那天，華特在家參加了史凱勒安排的驚喜派對。隔日，他在洗車場突然倒下而被送往醫院，並被告知自己患上了無法動手術治療的肺癌，經過化療也只能再多活兩年。華特選擇向他的家人及史凱勒的妹妹瑪麗·史瑞德（Marie Schrader）和她的DEA丈夫漢克·史瑞德隱瞞了病情。
在回到洗車場的工作崗位後，華特突然頂撞他的上司波格丹（Bogdan）而辭去了工作。華特此前曾看過一則新聞報導，得知漢克從一次毒品掃蕩中回收了一大筆錢，因此他接受了先前的提議，隨同漢克和他的搭檔史蒂夫·戈麥斯（Steven Gomez）襲擊了一個已知的冰毒製毒處。當DEA探員掃蕩房子時，華特發現他以前的學生傑西·平克曼偷偷從後窗溜出。後來，華特追蹤到他的住址並勒索了他，以幫助他生產冰毒來做生意，但沒有說出會這樣做的實際原因。華特交出畢生積蓄，讓傑西買下一輛弗利特伍德Bounder房車，用來當作他們的製毒室；之後，華特從學校實驗室竊取了該過程所需的用品。
華特和傑西將房車駛入印第安保留地的一處沙漠地帶，並為此製作被認為是史上最純的冰毒。傑西將其樣品秀給他的合作夥伴瘋狂小八·莫林納（Krazy-8 Molina）看，但因對方不滿他拋下其表兄埃米利歐（Emilio）而將傑西挾持。為了證明自己的忠誠，傑西帶領瘋狂小八和已被保釋的埃米利歐到房車停的地方，但當埃米利歐認出華特後認為他是DEA的線人，而與瘋狂小八企圖用槍殺死兩人。試圖逃走的傑西因絆倒並撞上石頭後昏迷，華特則為了換取兩人的命而教瘋狂小八他們如何生產冰毒。華特透過合成出致命的磷化氫氣體來使瘋狂小八和埃米利歐受驚，而自己則逃出車外並關上門，這導致車內的瘋狂小八和埃米利歐死去。
由於埃米利歐先前扔的一支菸而使一旁的草叢著火。在聽到遠處的警報聲後，華特迅速為自己及傑西戴上防毒面具並將房車開走，但車內仍充滿著磷化氫的煙霧。回到劇情的開頭，華特將房車駛入溝渠，跌跌撞撞地走出車子並丟掉了防毒面具。華特認為自己會遭到警方逮捕，因此在向家人錄製告別影像前，試圖透過朝自己開槍來自殺，但因沒開保險而失敗。當警報聲靠近時，華特鬆了一口氣，發現它們只是幾輛要去滅火的消防車，並趕緊將槍藏起來。傑西醒來後與華特開車回城，同時也將瘋狂小八和埃米利歐的錢占為己有。當天晚上，華特意外地主動與妻子開始做愛，這讓感到困惑的她問道：「華特，那還是你嗎？」

## 製作
該試播集由電視編劇文斯·吉利根自編自導，同時也是電視劇《絕命毒師》開創的關鍵所在。吉利根表示：「從歷史上看，電視擅長將角色維持在自我強迫的狀態，因此電視節目便能持續數年甚至數十年，」「當我意識到這一點時，合乎邏輯上的下一步就是思考，我該如何進行一場以更改走向為原動力的節目？」他補充說，他與華特·懷特是將該角從奇普斯先生轉變為疤面煞星。當吉利根與同行編劇湯瑪士・史諾茲（Thomas Schnauz）交談時，就已經有華特作為毒販的概念，他們開玩笑說他對失業解決方案是「在房車後面放一個冰毒實驗室，然後開車到全國各地製毒並賺錢。」劇本最初是設定在加利福尼亞州里弗賽德，但在索尼公司的建議下，因對於金融條件較有利而選定在新墨西哥州阿布奎基製作。吉利根說，故事背景設定也移到了那裡，否則因向東拍攝時「我們總得避開桑迪亞山脈」。
吉利根因曾在科幻電視劇《X檔案》第六季中與布萊恩·克萊斯頓合作而選定他來飾演華特·懷特。《X檔案》中的克萊斯頓是身患絕症的反猶太主義者，曾將主角福克斯·穆德劫為人質。吉利根說，這個角色必須同時令人討厭和同情，且「只有布萊恩是唯一能辦到這一點、做到這招的人。這是一個招數，我不知道他是怎樣做到的。」AMC的高層人士對此選角感到生怕，因為他最廣為人知的是情景喜劇《左右做人難》中的喜劇角色夏爾。高層曾向約翰·庫薩克和馬修·波特歷推薦此角，但都被他們拒絕。直到看過了他在《X檔案》中的演出後，才說服了高層放棄換掉克萊斯頓的想法。克萊斯頓為了該試播集而增重了10磅，以反映該角的衰敗形象，並將他的頭髮染成棕色來遮蓋住天生就有的紅色挑染毛髮。克萊斯頓還與服裝設計師凱瑟琳·德托羅（Kathleen Detoro）和化妝師弗里達·瓦倫蘇埃拉（Frieda Valenzuela）合作，使華特一角顯得平淡、不起眼且無力。

## 反響

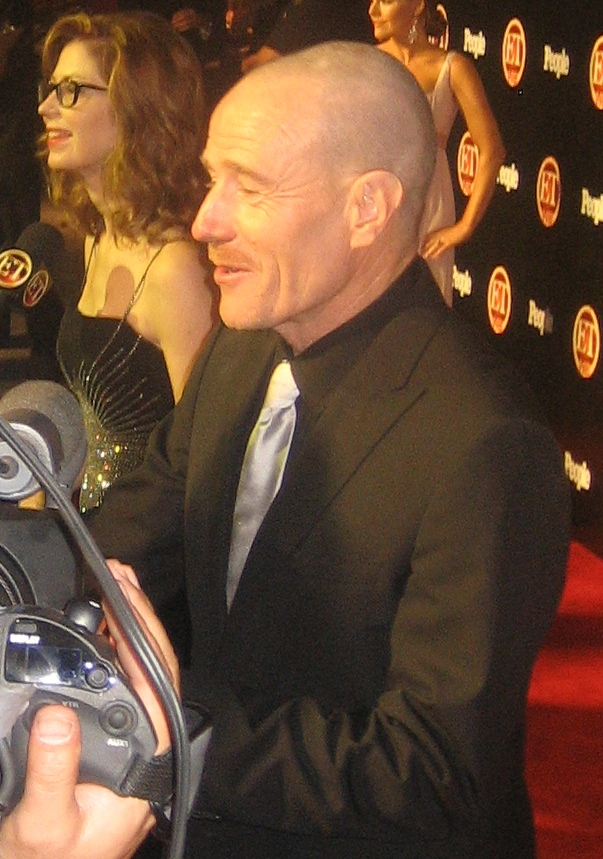
布萊恩·克萊斯頓在劇中的演技獲得了外界正面的評價。

〈試播集〉在影評界普遍獲得了正面的評價。《今日美國》的羅伯特·比安科（Robert Bianco）讚揚了布萊恩·克萊斯頓的演技並稱其為「引人入勝」。《費城詢問報》的強納森·斯托姆（Jonathan Storm）將該劇稱為「無法預測且令人興奮」。《好萊塢報導》的貝瑞·蓋倫（Barry Garron）則將其稱之為「懸念且令人驚奇」。影音俱樂部網站的唐娜·鮑曼（Donna Bowman）也給了該劇「A-」的正面評價，她主要讚賞克萊斯頓「令人著迷」、「虛無」且「笨拙又無能」的表演，以及吉利根那「敏銳查證的劇本」。
由於《絕命毒師》在2007年至2008年國家美式足球聯盟季後賽這重要賽事當晚首播（AMC希望在比賽結束後能立即吸引成年男性觀眾），但因賽事的加時賽，而使該試播集在美國首播時的收視率僅1.41（即141萬名觀眾）。此外，在首播前幾天，AMC擔心劇中對冰毒的使用會在網路上造成負面的反響，這讓公關團隊在該集之後、節目播出期間準備了一系列禁毒公益廣告。
克萊斯頓在第60屆黃金時段艾美獎上憑該集贏得了劇情類最佳男主角，吉利根則入圍了劇情類最佳執導，但最終輸給了《豪斯的頭》的格雷格·艾坦尼斯；剪輯師琳恩·威靈厄姆（Lynne Willingham）為此贏得了最佳單攝影機影集剪輯，而約翰·托爾則入圍了最佳一小時電視劇攝影，但最終輸給了《煙霧迷濛了你的眼》的菲爾·亞伯拉罕。吉利根也以該集贏得了美國編劇工會獎劇情類劇集最佳單集劇本。

## 備註
1. ↑  在DVD和藍光發行版上記為《絕命毒師》。

## 外部連結
- 在《絕命毒師》官方頁面上的《試播集》 （页面存档备份，存于）
- 互联网电影数据库上試播集的资料（英文）